# Gabriel Narutowicz
Gabriel Narutowicz (Telšiai, 17 marzo 1865 – Varsavia, 16 dicembre 1922) è stato un ingegnere e politico polacco, per meno di una settimana presidente della Polonia.
Studente d'ingegneria a San Pietroburgo, Narutowicz aderì al movimento clandestino Proletariat, e dovette fuggire in Svizzera per sfuggire alla polizia zarista. Docente di Idraulica al Politecnico di Zurigo, acquistò fama internazionale come ingegnere idraulico.
Narutowicz rientrò in Polonia dopo la dichiarazione dell'indipendenza (1918), e aderì alle idee del maresciallo Józef Piłsudski, di cui divenne amico. Diresse l'esecuzione di opere idrauliche sulla Vistola e divenne presidente dell'Accademia delle Scienze Tecniche e del Consiglio di Ricostruzione Nazionale.
Narutowicz fu ministro dei Lavori Pubblici (1920-1922) e degli Affari Esteri (1922). Primo presidente della Repubblica ad essere eletto dopo l'entrata in vigore della Costituzione del 1921, fu ucciso dopo appena cinque giorni dall'insediamento, il 16 dicembre 1922, dall'ultranazionalista Eligiusz Niewiadomski.
Fu membro della Massoneria.